# ظهير ربعي

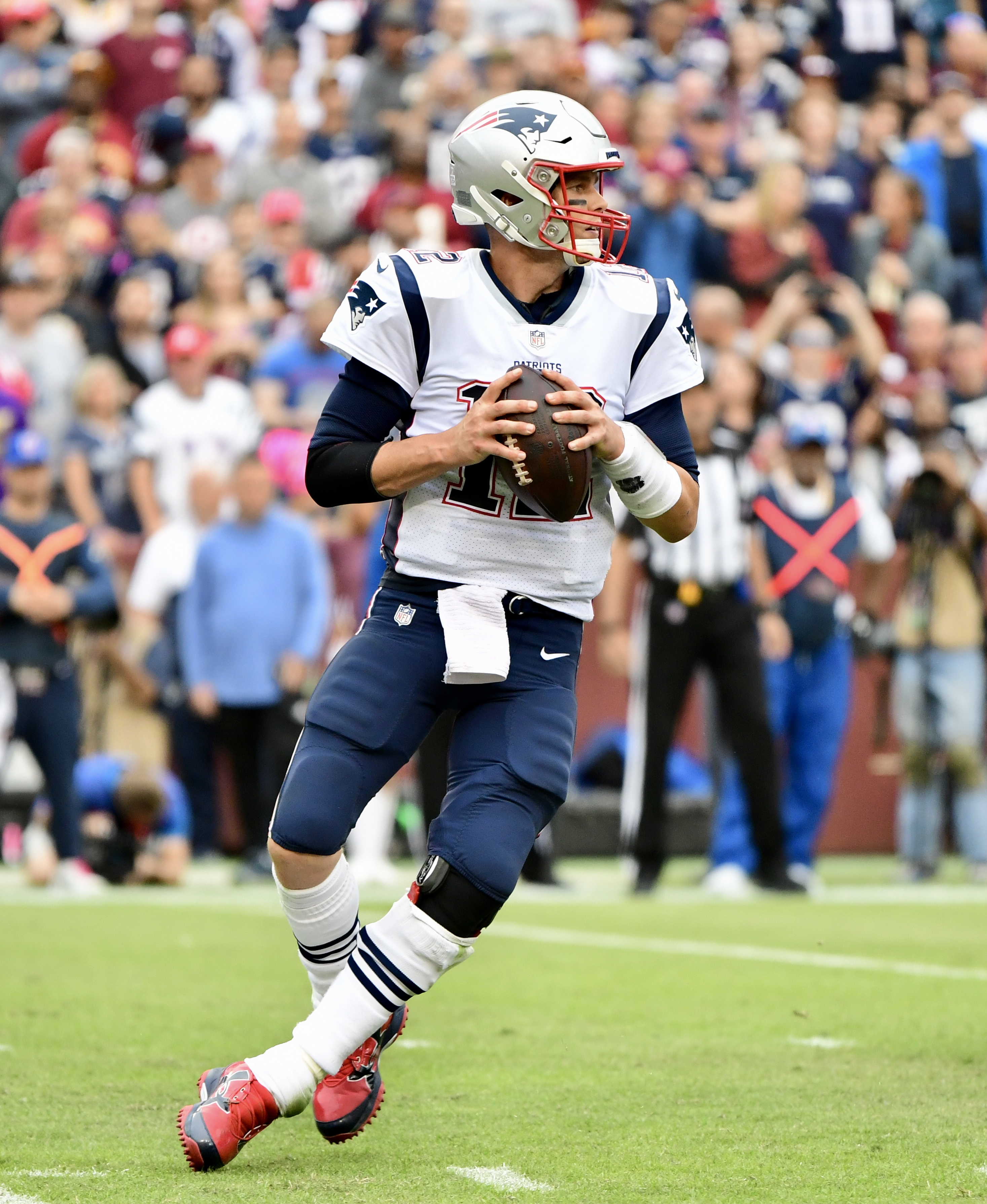
توم برايدي يلعب في مركز الظهير الربعي

الظهير الربعي (بالإنجليزية: Quarterback) هو موقع لاعب في كرة القدم الشمال أمريكية. لاعبو الوسط هم أعضاء في الفصيلة الهجومية ويصطفون في الغالب خلف خط الهجوم مباشرة. في كرة القدم الأمريكية الحديثة، يُعتبر لاعب الوسط عادةً قائد المخالفة، وغالبًا ما يكون مسؤولاً عن استدعاء اللعب في تجمع اللاعبين (بشكل دائري). يلمس لاعب الوسط أيضًا الكرة في كل لعبة هجومية تقريبًا، وهو اللاعب المهاجم الذي دائمًا ما يرمي التمريرات إلى الأمام. عندما يتم التعامل معه في خلف خط المشاجرة، يطلق عليه ساك.